# Benjamin Chew Howard

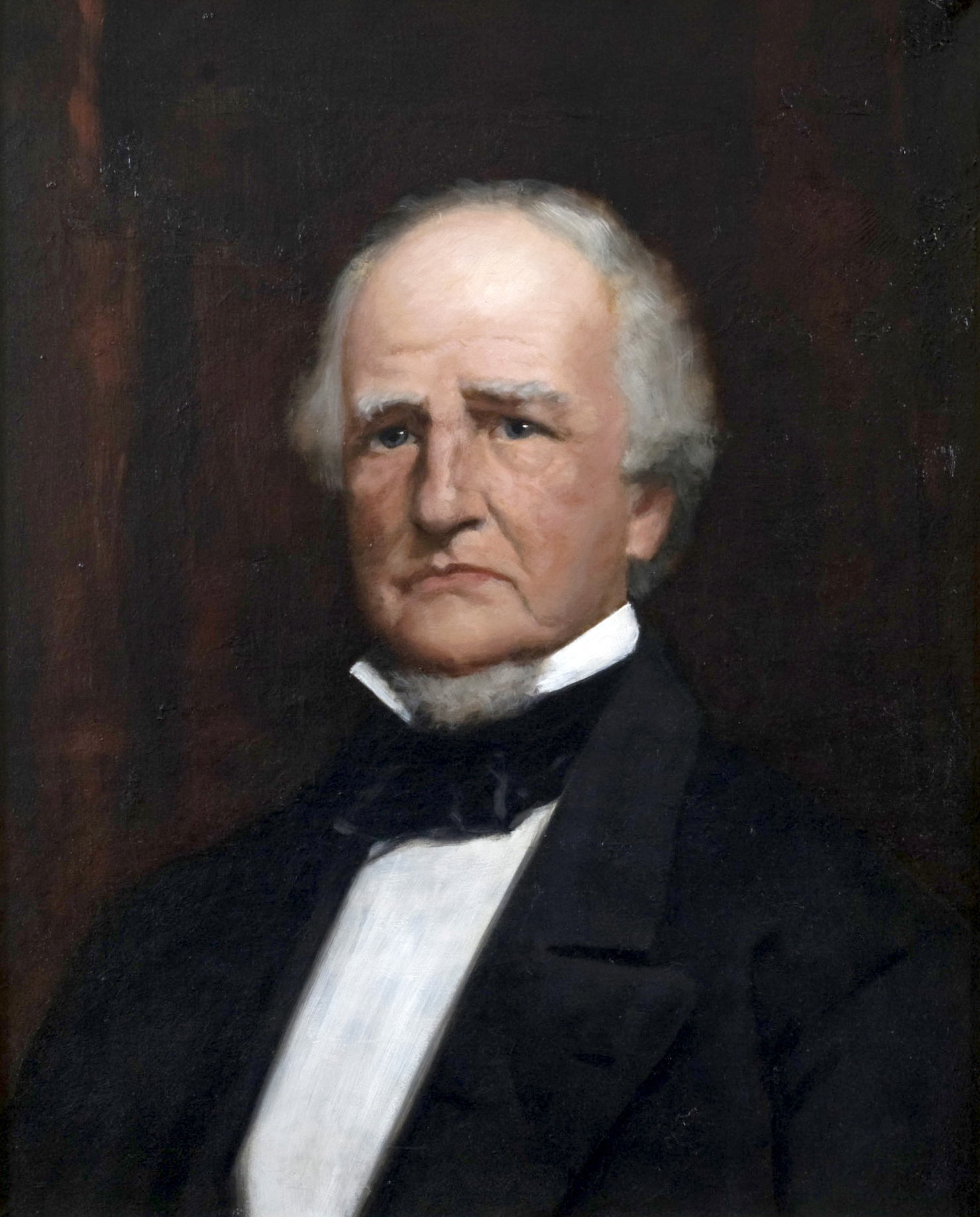
Benjamin Chew Howard

Benjamin Chew Howard (* 5. November 1791 bei Baltimore, Maryland; † 6. März 1872 ebenda) war ein US-amerikanischer Politiker. Zwischen 1829 und 1839 vertrat er zwei Mal den Bundesstaat Maryland im US-Repräsentantenhaus.

## Werdegang
Benjamin Howard war der Sohn von US-Senator John Eager Howard (1752–1827) und der Bruder von Gouverneur George Howard (1789–1846). Er erhielt eine gute Schulausbildung und studierte danach bis 1809 am Princeton College. Nach einem anschließenden Jurastudium und seiner Zulassung als Rechtsanwalt begann er in Baltimore in diesem Beruf zu arbeiten. Howard nahm auch als Offizier am Britisch-Amerikanischen Krieg von 1812 teil. Später machte er sich um den Aufbau der Staatsmiliz von Maryland verdient. Dabei erreichte er den Rang eines Brigadegenerals. Im Jahr 1820 war er Stadtrat in Baltimore. In den 1820er Jahren schloss sich Howard der Bewegung um den späteren Präsidenten Andrew Jackson an. Später wurde er Mitglied der von diesem 1828 gegründeten Demokratischen Partei. Im Jahr 1824 saß er im Abgeordnetenhaus von Maryland.
Bei den Kongresswahlen des Jahres 1828 wurde Howard im fünften Wahlbezirk von Maryland in das US-Repräsentantenhaus in Washington, D.C. gewählt, wo er am 4. März 1829 sein neues Mandat antrat. Nach einer Wiederwahl konnte er bis zum 3. März 1833 zwei Legislaturperioden im Kongress absolvieren. Seit dem Amtsantritt von Präsident Jackson im Jahr 1829 wurde innerhalb und außerhalb des Kongresses heftig über dessen Politik diskutiert. Dabei ging es um die umstrittene Durchsetzung des Indian Removal Act, den Konflikt mit dem Staat South Carolina, der in der Nullifikationskrise gipfelte, und die Bankenpolitik des Präsidenten.
Zwischen dem 4. März 1835 und dem 3. März 1839 vertrat Benjamin Howard den vierten Distrikt seines Staates im Kongress. Im Jahr 1835 war er einer der Bundesbeauftragten zur Schlichtung eines Grenzkonflikts zwischen den Staaten Ohio und Michigan. Von 1835 bis 1839 leitete Howard den Auswärtigen Ausschuss. Eine ihm zugedachte Ernennung zum Botschafter in Russland durch Präsident Martin Van Buren lehnte er ab. Zwischen 1843 und 1862 arbeitete Benjamin Howard als Sprecher für den Obersten Gerichtshof der Vereinigten Staaten. Dabei gehörte es zu seinen Aufgaben, die Entscheidungen des Gerichts bekannt zu machen. Im Frühjahr 1861 gehörte er einer Verhandlungskommission an, die in der Bundeshauptstadt Washington erfolglos den Ausbruch des Bürgerkrieges zu verhindern suchte. Im selben Jahr kandidierte er erfolglos für das Amt des Gouverneurs von Maryland. Benjamin Howard starb am 6. März 1872 in Baltimore, wo er auch beigesetzt wurde.